# Operatie Snelgrove
Operatie Snelgrove was de codenaam voor een SAS-operatie in Midden-Frankrijk. 

## Geschiedenis
De SAS dropte in augustus 1944 achtentwintig man van het 4e Franse Parachutistenbataljon in Centraal-Frankrijk. De manschappen hadden als taak meegekregen het ontregelen van het troepenvervoer naar het noorden, waar enkele dagen eerder Operatie Cobra, de uitbraak van het Normandisch bruggenhoofd, van start was gegaan. De eenheid ondermijnde de belangrijke wegen en vernietigde het spoorwegennet. Daarnaast hadden ze de opdracht het coördineren en leidden van verzetsacties.